# Setellia femoralis
Setellia femoralis är en tvåvingeart som först beskrevs av Jost Wiedmann 1830.  Setellia femoralis ingår i släktet Setellia och familjen Richardiidae. Inga underarter finns listade i Catalogue of Life.